# Micheline Pelzer
Micheline Pelzer (* 11. Juli 1950 in Lüttich; † 4. Oktober 2014 in Paris) war eine belgische Jazzmusikerin (Schlagzeug, auch Gesang, Komposition).

## Leben und Wirken
Micheline Pelzer, Tochter des Saxophonisten Jacques Pelzer, spielte zunächst als Autodidaktin Schlagzeug; dann erhielt sie Unterricht bei Jacques Thollot. 1968 begann sie ihre Karriere in Paris bei Barney Wilen. Im folgenden Jahr spielte sie in Rom in der Post Free Big-Band von Steve Lacy und trat auf dem Festival de Liège auf. Dort wurde Wayne Shorter auf sie aufmerksam, der sie zur Mitwirkung an seinem Album Moto Grosso Feio (1970) einlud. Während ihres Aufenthalts in New York City arbeitete sie u. a. auch mit David Liebman, Steve Grossman, Richie Beirach, Chick Corea und Woody Shaw. Nach ihrer Rückkehr nach Europa wurde sie Mitglied der Formation Moshi von Barney Wilen; ein gleichnamiges Album entstand 1971. Mit ihrem Vater, ihrem Cousin Steve Houben und dem amerikanischen Pianisten und Sänger Ron Wilson bildete sie 1973 die Band Open Sky Unit, die bis August 1994 in verschiedenen Besetzungen bestand.
Mit dem Jacques & Micheline Pelzer Quartet, zu dem Alby Cullaz und Michel Graillier gehörten, nahm sie 1975 das Album Song for René auf (auf diesem Album sang sie auch). 1977 zog sie mit ihrem Ehemann Michel Graillier nach Paris. Sie tourte in dieser Zeit mit Chet Baker, trat in Paris mit der Bigband von Jacques Hélian auf und war an den Aufnahmen zur Filmmusik von Die Bankiersfrau (1980, Regie Francis Girod) beteiligt. 1982 gründete sie mit Marie-Ange Martin und Hélène Labarrière die Formation Ladies First, mit der sie bis 1986 in Clubs und auf verschiedenen Festivals auftrat, bei Jazz à Vienne mit Dee Dee Bridgewater. Beim Festival Jazz à Liège trat sie 1991, 1992 und 1994 mit ihrem Vater auf. Ab 1993 arbeitete sie im Duo mit der Saxophonistin Nelly Pouget; sie spielte mit Michel Graillier und in der Begleitband der Sängerin Julie Monley. In den folgenden Jahren leitete sie eine eigene Formation, u. a. mit Alain Jean-Marie.
Nach Jacques Pelzers Tod 1994 wirkte sie bei der Umwandlung des Hauses ihres Vaters in einen Jazzclub mit, den Jacques Pelzer Jazz Club in Thier-à-Liège. Dort spielte sie auch mit Steve Grossman und Dave Liebman. Im Bereich des Jazz war sie zwischen 1970 und 1992 an neun Aufnahmesessions beteiligt, u. a. auch bei Jean-Christophe Renault (Valse pour Clotilde, 1982). Für Jacques Thollots Album Résurgence (1977) komponierte sie mehrere Titel.
Sie starb an den Folgen von Schilddrüsenkrebs.